# Belle du Berry

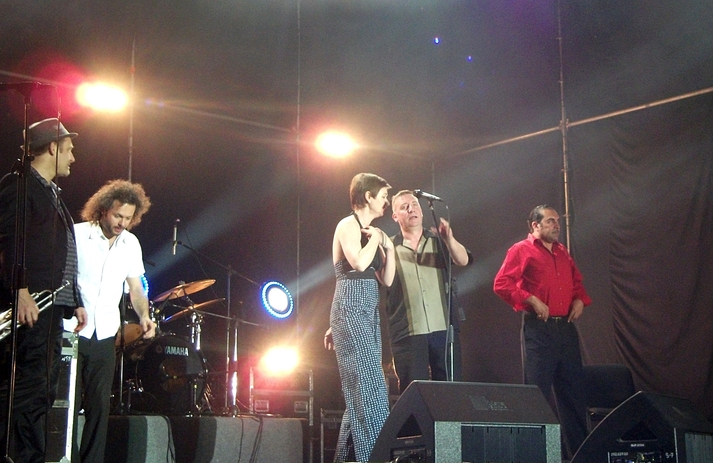
Belle du Berry (Mitte) mit Paris Combo in Kiew (2012)

Belle du Berry (* 1966 in Bourges; bürgerlich Bénédicte Grimault; † 11. August 2020 in Le Kremlin-Bicêtre) war eine französische Sängerin, Liedermacherin und Schauspielerin.

## Leben
Ihren Künstlernamen wählte sie nach der Provinz Berry, in der sie aufgewachsen war. Nach einem Studium an der Filmhochschule La fémis in Paris begann sie Ende der 1980er Jahre mit den Bands Pervers Polymorphes Inorganisés, Les Endimanchés und Les Champêtres de Joie am Le Zèbre de Belleville zu singen.
Im Jahr 1992 arbeitete sie zusammen mit dem Choreographen Philippe Decouflé an dem Ballett, das für die Olympischen Winterspiele 1992 in Albertville kreiert wurde.
Von 1994 bis 1995 arbeitete sie am Cabaret Sauvage und lernte zu der Zeit den Pop- und Jazztrompeter David Lewis  kennen. Die beiden sangen als Duett in verschiedenen Kneipen und Cafés und lernten den Gitarristen Potzi, den Bassisten Mano Razanajato und den Schlagzeuger François Jeannin kennen, mit denen sie die Musikgruppe Paris Combo  gründeten. Die Leadsängerin nahm mit der Band zwischen 1996 und 2017 sieben Alben auf.
Du Berry wurde später von Roger Planchon und Laurent Pelly entdeckt und gefördert, die an verschiedenen Projekten mit ihr arbeiteten.
Sie schrieb auch Lieder für Lokua Kanza und La Trabant.
Belle du Berry starb im Alter von 54 Jahren an Krebs.

## Diskografie
- 2009: Quizz, Belle Du Berry & David Lewis

## Filmografie (Auswahl)
- 1998: Lautrec – Der Maler von Montmartre
- 2000: Raoul et Jocelyne La douille magique
- 2002: Vivement dimanche (TV)